# 1535
1535 (MDXXXV) a fost un an comun al calendarului iulian, care a început într-o zi de vineri.

## Evenimente
- Viceregatul Noua Spanie. A existat în America de Nord între1535 și1821. Primul monarh a fost regele Carol I (1535-1556), iar ultimul a fost regele Ferdinand VII (1813-1821).

## Nașteri
- 11 februarie: Papa Grigore al XIV-lea (n. Nicollò Sfondrati), preot catolic, (d. 1591)
- 3 mai: Alessandro Allori, pictor italian (d. 1607)
- 18 iunie: Jakub Krčín, arhitect renascentist și inginer ceh (d. 1604)
- 24 iunie: Ioana a Spaniei, fiica regelui Carol V (d. 1573)
- 22 iulie: Ecaterina Stenbock, a treia soție a regelui Gustav I al Suediei (d. 1621)

## Decese
- 6 iulie: Thomas Morus  (n. 1478)
- 18 februarie: Heinrich Cornelius Agrippa  (n. 1486)
- 22 iunie: John Fisher  (n. 1469)
- 23 septembrie: Caterina de Saxa-Lauenburg  (n. 1513)
- 10 august: Ippolito de' Medici  (n. 1511)
- 26 mai: Francesco Berni poet italian (n. 1497)
- 10 iunie: Vlad Vintilă  (n. ?)